# Campeonato de Primera B Nacional 1998-99
El Torneo Primera B Nacional 1998-1999 fue la decimotercera temporada disputada de la categoría de Primera B Nacional. Fue disputado entre el 15 de agosto de 1998 y el 24 de julio de 1999 por 33 equipos.
Este torneo tuvo modificaciones, en comparación con el anterior, ya que se dividió el campeonato en dos grupos, Interior y Metropolitano, clasificando a los dos primeros de cada grupo para disputar el cuadrangular que consagró al campeón. El resto de los equipos jugó por el segundo ascenso, excepto los cuatro descendidos y un equipo de la zona Metropolitana, que fue Los Andes.
Se incorporaron para el torneo Deportivo Español y Gimnasia y Tiro de Salta, descendidos de la Primera División; El Porvenir, campeón de la Primera B Metropolitana; Gimnasia y Esgrima (CdU) y Juventud Antoniana, campeones del Torneo Argentino A y Tigre, ganador del Torneo Reducido de la Primera B Metropolitana.
El campeón fue Instituto, al ganarle la final del cuadrangular a Chacarita Juniors, que luego tuvo revancha al adjudicarse el Torneo Reducido y ascendió a Primera División.
Asimismo, el torneo determinó el descenso de Atlanta y Estudiantes (BA) a la Primera B Metropolitana, así como de Douglas Haig y Huracán Corrientes al Torneo Argentino A, por medio de la tabla de promedios

## Ascensos y descensos
| Promedio | Descendidos de la Primera B Nacional 1997-98 |
| -------- | -------------------------------------------- |
| 7.º      | Deportivo Italiano                           |
| 8.º      | Almirante Brown                              |
| 8.º      | Chaco For Ever                               |

| Posición  | Ascendidos a la Primera B Nacional 1998-99 |
| --------- | ------------------------------------------ |
| 1.º       | El Porvenir                                |
| Gan. Red. | Tigre                                      |
| Campeón   | Gimnasia y Esgrima (CdU)                   |
| Campeón   | Juventud Antoniana                         |

| Posición  | Ascendidos a la Primera División 1998-99 |
| --------- | ---------------------------------------- |
| Campeón   | Talleres de Córdoba                      |
| Gan. Red. | Belgrano                                 |

| Promedio | Descendidos de la Primera División 1997-98 |
| -------- | ------------------------------------------ |
| 19.º     | Deportivo Español                          |
| 20.º     | Gimnasia y Tiro de Salta                   |

- De esta manera, el número de participantes aumentó a 33 equipos.

## Equipos participantes
| Equipo              | Ciudad                 | Estadio                           | Capacidad |
| ------------------- | ---------------------- | --------------------------------- | --------- |
| Aldosivi            | Mar del Plata          | José María Minella                | 35 354    |
| All Boys            | Buenos Aires           | Islas Malvinas                    | 21 500    |
| Almagro             | José Ingenieros        | Tres de Febrero                   | 19 000    |
| Almirante Brown (A) | Arrecifes              | Municipal de Arrecifes            | 12 000    |
| Arsenal             | Sarandí                | Julio Humberto Grondona           | 16 300    |
| Atlanta             | Buenos Aires           | Don León Kolbovsky                | 34 000    |
| Atlético de Rafaela | Rafaela                | Nuevo Monumental                  | 26 660    |
| Atlético Tucumán    | San Miguel de Tucumán  | Monumental José Fierro            | 32 700    |
| Banfield            | Banfield               | Florencio Sola                    | 34 900    |
| Central Córdoba (R) | Rosario                | Gabino Sosa                       | 18 000    |
| Chacarita Juniors   | Villa Maipú            | Chacarita Juniors                 | 20 844    |
| Cipolletti          | Cipolletti             | La Visera de Cemento              | 12 000    |
| Defensa y Justicia  | Florencio Varela       | Norberto Tomaghello               | 20 000    |
| Deportivo Español   | Buenos Aires           | Nueva España                      | 32.500    |
| Deportivo Morón     | Morón                  | Francisco Urbano                  | 20 000    |
| Douglas Haig        | Pergamino              | Miguel Morales                    | 16 000    |
| El Porvenir         | Gerli                  | Enrique de Roberts                | 14.000    |
| Estudiantes         | Caseros                | Ciudad de Caseros                 | 16 740    |
| Gimnasia y Esgrima  | Concepción del Uruguay | Manuel y Ramón Núñez              | 15.000    |
| Gimnasia y Tiro     | Salta                  | Gigante del Norte                 | 25.000    |
| Godoy Cruz          | Godoy Cruz             | Feliciano Gambarte                | 15 000    |
| Huracán Corrientes  | Corrientes             | José Antonio Romero Feris         | 16 000    |
| Instituto           | Córdoba                | Juan Domingo Perón                | 32 000    |
| Juventud Antoniana  | Salta                  | Padre Ernesto Martearena          | 20.400    |
| Los Andes           | Lomas de Zamora        | Eduardo Gallardón                 | 36 942    |
| Nueva Chicago       | Buenos Aires           | República de Mataderos            | 25 000    |
| Olimpo              | Bahía Blanca           | Roberto Natalio Carminatti        | 15 000    |
| Quilmes             | Quilmes                | Centenario Dr. José Luis Meiszner | 30 200    |
| San Martín (M)      | San Martín             | General San Martín                | 8782      |
| San Martín (SJ)     | San Juan               | Ingeniero Hilario Sánchez         | 19 500    |
| San Martín (T)      | San Miguel de Tucumán  | La Ciudadela                      | 26 500    |
| San Miguel          | San Miguel             | Malvinas Argentinas               | 6800      |
| Tigre               | Victoria               | José Dellagiovanna                | 26 282    |

### Distribución geográfica de los equipos
| Región                                   | Cant. | Equipos |
| ---------------------------------------- | ----- | --- |
| Conurbano bonaerense                     | 12    | Almagro, Arsenal, Banfield, Chacarita Juniors, Defensa y Justicia, Deportivo Morón, El Porvenir, Estudiantes (BA), Los Andes, Quilmes, San Miguel y Tigre |
| Interior de la provincia de Buenos Aires | 4     | Aldosivi, Almirante Brown (A), Douglas Haig y Olimpo |
| Ciudad de Buenos Aires                   | 4     | All Boys, Atlanta, Deportivo Español y Nueva Chicago |
| Provincia de Mendoza                     | 2     | Godoy Cruz y San Martín (M) |
| Provincia de Salta                       | 2     | Gimnasia y Tiro y Juventud Antoniana |
| Provincia de Santa Fe                    | 2     | Atlético de Rafaela y Central Córdoba (R) |
| Provincia de Tucumán                     | 2     | Atlético Tucumán y San Martín (T) |
| Provincia de Córdoba                     | 1     | Instituto |
| Provincia de Corrientes                  | 1     | Huracán Corrientes |
| Provincia de Entre Ríos                  | 1     | Gimnasia y Esgrima (CdU) |
| Provincia de Río Negro                   | 1     | Cipolletti |
| Provincia de San Juan                    | 1     | San Martín (SJ) |

## Formato

### Competición
Los 33 equipos de la categoría fueron divididos en 2 zonas, una de 17 equipos conformada por equipos indirectamente afiliados, y otra de 16 equipos, conformada por directamente afiliados a la AFA. Cada zona disputó un torneo de 32 fechas por el sistema de todos contra todos a dos ruedas, ida y vuelta.

### Ascensos
Los equipos que finalizaron en los dos primeros lugares de cada uno de los grupos clasificaron a un cuadrangular, cuyo ganador se consagró campeón y ascendió a la Primera División.
Por otro lado, los 12 equipos mejor ubicados en cada zona, excluyendo a los clasificados al cuadrangular y a los descendidos, disputaron desde dieciseisavos de final un Torneo reducido por eliminación directa, al que en octavos de final se sumaron los equipos que habían quedado afuera del cuadrangular en las semifinales del mismo y en cuartos de final el perdedor de la final por el campeonato. El ganador del Torneo reducido ascendió junto con el campeón.

### Descensos
Fueron definidos mediante una tabla de promedios determinados por el cociente entre los puntos obtenidos y los partidos jugados en la primera fase de las tres últimas temporadas. Había dos tablas, una por cada afiliación. Los equipos que ocuparon los dos últimos puestos de la tabla correspondiente a los equipos metropolitanos descendieron a la Primera B Metropolitana, mientras que los equipos ubicados en los últimos dos lugares de la tabla correspondiente a los equipos del interior, disputaron un Torneo Reclasificatorio con dos equipos del Torneo Argentino A que entregó un cupo en el siguiente torneo.

## Clasificación Zona Interior y Metropolitana

### Interior
| Pos | Equipo                   | Pts | PJ | PG | PE | PP | GF | GC | Dif |
| --- | ------------------------ | --- | -- | -- | -- | -- | -- | -- | --- |
| 1   | Instituto                | 57  | 30 | 17 | 6  | 7  | 57 | 30 | 27  |
| 2   | Atlético Tucumán         | 57  | 30 | 17 | 6  | 7  | 55 | 29 | 26  |
| 3   | Cipolletti               | 53  | 30 | 15 | 8  | 7  | 56 | 45 | 11  |
| 4   | Juventud Antoniana       | 46  | 30 | 13 | 7  | 10 | 44 | 33 | 11  |
| 5   | San Martín (T)           | 46  | 30 | 13 | 7  | 10 | 43 | 48 | -5  |
| 6   | Atlético de Rafaela      | 44  | 30 | 12 | 8  | 10 | 45 | 36 | 9   |
| 7   | Olimpo                   | 43  | 30 | 11 | 10 | 9  | 42 | 44 | -2  |
| 8   | Almirante Brown (A)      | 42  | 30 | 12 | 6  | 12 | 42 | 41 | 1   |
| 9   | Aldosivi                 | 42  | 30 | 12 | 6  | 12 | 39 | 41 | -2  |
| 10  | San Martín (M)           | 38  | 30 | 10 | 8  | 12 | 36 | 41 | -5  |
| 11  | Gimnasia y Esgrima (CdU) | 37  | 30 | 10 | 7  | 13 | 40 | 41 | -1  |
| 12  | San Martín (San Juan)    | 36  | 30 | 8  | 12 | 10 | 29 | 35 | -6  |
| 13  | Gimnasia y Tiro (S)      | 33  | 30 | 8  | 9  | 13 | 36 | 45 | -9  |
| 14  | Godoy Cruz               | 30  | 30 | 8  | 6  | 16 | 34 | 54 | -20 |
| 15  | Huracán Corrientes       | 29  | 30 | 7  | 8  | 15 | 29 | 46 | -17 |
| 16  | Douglas Haig             | 24  | 30 | 6  | 6  | 18 | 33 | 55 | -22 |

|  |                                 |
|  | Clasificados a la final.        |
|  | Jugaron por el segundo ascenso. |

### Metropolitana
| Pos | Equipo              | Pts | PJ | PG | PE | PP | GF | GC | Dif |
| --- | ------------------- | --- | -- | -- | -- | -- | -- | -- | --- |
| 1   | Chacarita Juniors   | 63  | 32 | 19 | 6  | 7  | 50 | 28 | 22  |
| 2   | Arsenal             | 57  | 32 | 16 | 9  | 7  | 52 | 36 | 16  |
| 3   | All Boys            | 51  | 32 | 14 | 9  | 9  | 46 | 40 | 6   |
| 4   | Quilmes             | 47  | 32 | 12 | 11 | 9  | 51 | 46 | 5   |
| 5   | El Porvenir         | 45  | 32 | 12 | 9  | 11 | 50 | 49 | 1   |
| 6   | Nueva Chicago       | 44  | 32 | 11 | 11 | 10 | 45 | 39 | 6   |
| 7   | Defensa y Justicia  | 44  | 32 | 10 | 14 | 8  | 44 | 39 | 5   |
| 8   | Tigre               | 43  | 32 | 10 | 13 | 9  | 45 | 41 | 4   |
| 9   | San Miguel          | 43  | 32 | 11 | 10 | 11 | 30 | 27 | 3   |
| 10  | Central Córdoba (R) | 43  | 32 | 10 | 13 | 9  | 43 | 41 | 2   |
| 11  | Deportivo Español   | 43  | 32 | 11 | 10 | 11 | 47 | 46 | 1   |
| 12  | Banfield            | 43  | 32 | 11 | 10 | 11 | 39 | 43 | -4  |
| 13  | Almagro             | 36  | 32 | 8  | 12 | 12 | 35 | 50 | -15 |
| 14  | Atlanta             | 35  | 32 | 7  | 14 | 11 | 34 | 43 | -9  |
| 15  | Deportivo Morón     | 28  | 32 | 7  | 12 | 13 | 32 | 38 | -6  |
| 16  | Los Andes           | 28  | 32 | 4  | 16 | 12 | 29 | 42 | -13 |
| 17  | Estudiantes (BA)    | 21  | 32 | 4  | 9  | 19 | 31 | 57 | -26 |

|  |                                 |
|  | Clasificados a la final.        |
|  | Jugaron por el segundo ascenso. |

## Cuadrangular Final
Disputaron el cuadrangular Instituto, Atlético Tucumán, Chacarita Juniors y Arsenal jugando dos partidos (ida y vuelta) a eliminación directa con ventaja deportiva para aquellos equipos que estaban mejor posicionados en la tabla, por lo que a igualdad de puntos y goles pasaban estos. Instituto se coronó campeón y ascendió directamente.
|  | Semifinales           | Semifinales | Semifinales       |   |           | Final       | Final       | Final       |  |
|  | 29/5 al               | 29/5 al     | 29/5 al           |   |           | 12/6 y 19/6 | 12/6 y 19/6 | 12/6 y 19/6 |  |
|  |                       |             |                   |   |           |             |             |             |  |
|  |                       |             |                   |   |           |             |             |             |  |
|  | Atlético Tucumán      | 1           | 1                 |   |           |             |             |             |  |
|  | Atlético Tucumán      | 1           | 1                 |   |           |             |             |             |  |
|  | Chacarita Juniors (*) | 0           | 2                 |   |           |             |             |             |  |
|  | Chacarita Juniors (*) | 0           | 2                 |   | Instituto | 3           | 0           |             |  |
|  |                       |             |                   |   | Instituto | 3           | 0           |             |  |
|  |                       |             | Chacarita Juniors | 0 | 1         |             |             |             |  |
|  | Arsenal               | 1           | Chacarita Juniors | 0 | 1         | 1           |             |             |  |
|  | Arsenal               | 1           |                   |   |           | 1           |             |             |  |
|  | Instituto (*)         | 1           | 1                 |   |           |             |             |             |  |
|  | Instituto (*)         | 1           | 1                 |   |           |             |             |             |  |
|  |                       |             |                   |   |           |             |             |             |  |

El equipo situado arriba fue local en el partido de ida.
(*) Clasificado por la ventaja deportiva.

## Segundo ascenso
El "Torneo Reducido" lo integraron el resto de los equipos que no jugó la final, salvo los descendidos y Los Andes que no clasificó. Jugaron encuentros de ida y vuelta a eliminación directa, con ventaja deportiva para aquellos equipos que estaban mejor posicionados en la tabla. Arsenal y Atlético Tucumán se incorporaron en la segunda ronda, luego de quedar eliminados de la instancia del campeonato. Por último, en cuartos se incorporó Chacarita Juniors, que habúa perdido la final del campeonato.
El ganador fue Chacarita Juniors, que venció en la final a Juventud Antoniana y ascendió.
| Primera Ronda           |           |                     |                          |
| Ida                     |           |                     |                          |
| Local                   | Resultado | Visitante           | Fecha                    |
| ----------------------- | --------- | ------------------- | ------------------------ |
| San Martín (M)          | 0 - 2     | Olimpo              | 27 al 30 de mayo de 1999 |
| San Martín (SJ)         | 2 - 0     | San Martín (T)      | 27 al 30 de mayo de 1999 |
| Banfield                | 2 - 2     | El Porvenir         | 27 al 30 de mayo de 1999 |
| Gimnasia y Tiro (S)     | 0 - 1     | Juventud Antoniana  | 27 al 30 de mayo de 1999 |
| Gimnasia (CdU)          | 0 - 1     | Atlético de Rafaela | 27 al 30 de mayo de 1999 |
| Almagro                 | 0 - 1     | Quilmes             | 27 al 30 de mayo de 1999 |
| Aldosivi                | 2 - 0     | Brown (A)           | 27 al 30 de mayo de 1999 |
| Deportivo Morón         | 0 - 0     | All Boys            | 27 al 30 de mayo de 1999 |
| Central Córdoba (R)     | 1 - 5     | Defensa y Justicia  | 27 al 30 de mayo de 1999 |
| Deportivo Español       | 1 - 1     | Nueva Chicago       | 27 al 30 de mayo de 1999 |
| Godoy Cruz              | 1 - 1     | Cipolletti          | 27 al 30 de mayo de 1999 |
| San Miguel              | 0 - 0     | Tigre               | 27 al 30 de mayo de 1999 |
| Vuelta                  |           |                     |                          |
| Olimpo                  | 2 - 1     | San Martín (M)      | 3 al 6 de junio de 1999  |
| San Martín (T)          | 4 - 0     | San Martín (SJ)     | 3 al 6 de junio de 1999  |
| El Porvenir             | 1 - 0     | Banfield            | 3 al 6 de junio de 1999  |
| Juventud Antoniana (*)  | 1 - 2     | Gimnasia y Tiro (S) | 3 al 6 de junio de 1999  |
| Atlético de Rafaela (*) | 0 - 1     | Gimnasia (CdU)      | 3 al 6 de junio de 1999  |
| Quilmes                 | 1 - 0     | Almagro             | 3 al 6 de junio de 1999  |
| Brown (A) (*)           | 2 - 0     | Aldosivi            | 3 al 6 de junio de 1999  |
| All Boys                | 2 - 1     | Deportivo Morón     | 3 al 6 de junio de 1999  |
| Defensa y Justicia      | 1 - 1     | Central Córdoba (R) | 3 al 6 de junio de 1999  |
| Nueva Chicago           | w/o       | Deportivo Español   | 3 al 6 de junio de 1999  |
| Cipolletti (*)          | 0 - 0     | Godoy Cruz          | 3 al 6 de junio de 1999  |
| Tigre (*)               | 1 - 1     | San Miguel          | 3 al 6 de junio de 1999  |

|  | Octavos de final       | Octavos de final      | Octavos de final |                     |   | Cuartos de final | Cuartos de final | Cuartos de final |  |  | Semifinales | Semifinales | Semifinales |  |  | Final       | Final       | Final       |
|  | 10/6 al 20/6           | 10/6 al 20/6          | 10/6 al 20/6     |                     |   | 25/6 al 30/6     | 25/6 al 30/6     | 25/6 al 30/6     |  |  | 3/7 al 11/7 | 3/7 al 11/7 | 3/7 al 11/7 |  |  | 17/7 y 24/7 | 17/7 y 24/7 | 17/7 y 24/7 |
|  |                        |                       |                  |                     |   |                  |                  |                  |  |  |             |             |             |  |  |             |             |             |
|  |                        |                       |                  |                     |   |                  |                  |                  |  |  |             |             |             |  |  |             |             |             |
|  |                        |                       |                  |                     |   |                  |                  |                  |  |  |             |             |             |  |  |             |             |             |
|  | Olimpo                 | 2                     | 0                |                     |   |                  |                  |                  |  |  |             |             |             |  |  |             |             |             |
|  | Olimpo                 | 2                     | 0                |                     |   |                  |                  |                  |  |  |             |             |             |  |  |             |             |             |
|  | San Martín (T)         | 2                     | 2                |                     |   |                  |                  |                  |  |  |             |             |             |  |  |             |             |             |
|  | San Martín (T)         | 2                     | 2                | San Martín (T)      | 0 | 0                |                  |                  |  |  |             |             |             |  |  |             |             |             |
|  |                        |                       |                  |                     | 0 | 0                |                  |                  |  |  |             |             |             |  |  |             |             |             |
|  |                        | Juventud Antoniana    | 0                | 1                   |   |                  |                  |                  |  |  |             |             |             |  |  |             |             |             |
|  | El Porvenir            | Juventud Antoniana    | 0                | 1                   | 1 | 0                |                  |                  |  |  |             |             |             |  |  |             |             |             |
|  | El Porvenir            |                       |                  |                     | 1 | 0                |                  |                  |  |  |             |             |             |  |  |             |             |             |
|  | Juventud Antoniana (*) | 1                     | 0                |                     |   |                  |                  |                  |  |  |             |             |             |  |  |             |             |             |
|  | Juventud Antoniana (*) | 1                     | 0                | Juventud Antoniana  | 2 | 5                |                  |                  |  |  |             |             |             |  |  |             |             |             |
|  |                        |                       |                  |                     | 2 | 5                |                  |                  |  |  |             |             |             |  |  |             |             |             |
|  |                        | All Boys              | 1                | 3                   |   |                  |                  |                  |  |  |             |             |             |  |  |             |             |             |
|  | Atlético de Rafaela    | All Boys              | 1                | 3                   | 2 | 3                |                  |                  |  |  |             |             |             |  |  |             |             |             |
|  | Atlético de Rafaela    |                       |                  |                     | 2 | 3                |                  |                  |  |  |             |             |             |  |  |             |             |             |
|  | Quilmes                | 1                     | 3                |                     |   |                  |                  |                  |  |  |             |             |             |  |  |             |             |             |
|  | Quilmes                | 1                     | 3                | Atlético de Rafaela | 2 | 1                |                  |                  |  |  |             |             |             |  |  |             |             |             |
|  |                        |                       |                  |                     | 2 | 1                |                  |                  |  |  |             |             |             |  |  |             |             |             |
|  |                        | All Boys              | 3                | 2                   |   |                  |                  |                  |  |  |             |             |             |  |  |             |             |             |
|  | Brown (A)              | All Boys              | 3                | 2                   | 2 | 0                |                  |                  |  |  |             |             |             |  |  |             |             |             |
|  | Brown (A)              |                       |                  |                     | 2 | 0                |                  |                  |  |  |             |             |             |  |  |             |             |             |
|  | All Boys (*)           | 0                     | 2                |                     |   |                  |                  |                  |  |  |             |             |             |  |  |             |             |             |
|  | All Boys (*)           | 0                     | 2                | Juventud Antoniana  | 1 | 0                |                  |                  |  |  |             |             |             |  |  |             |             |             |
|  |                        |                       |                  |                     | 1 | 0                |                  |                  |  |  |             |             |             |  |  |             |             |             |
|  |                        | Chacarita Juniors     | 1                | 1                   |   |                  |                  |                  |  |  |             |             |             |  |  |             |             |             |
|  | Defensa y Justicia     | Chacarita Juniors     | 1                | 1                   | 1 | 2                |                  |                  |  |  |             |             |             |  |  |             |             |             |
|  | Defensa y Justicia     |                       |                  |                     | 1 | 2                |                  |                  |  |  |             |             |             |  |  |             |             |             |
|  | Arsenal                | 0                     | 1                |                     |   |                  |                  |                  |  |  |             |             |             |  |  |             |             |             |
|  | Arsenal                | 0                     | 1                | Defensa y Justicia  | 2 | 1                |                  |                  |  |  |             |             |             |  |  |             |             |             |
|  |                        |                       |                  |                     | 2 | 1                |                  |                  |  |  |             |             |             |  |  |             |             |             |
|  |                        | Cipolletti            | 0                | 2                   |   |                  |                  |                  |  |  |             |             |             |  |  |             |             |             |
|  | Nueva Chicago          | Cipolletti            | 0                | 2                   | 0 | 0                |                  |                  |  |  |             |             |             |  |  |             |             |             |
|  | Nueva Chicago          |                       |                  |                     | 0 | 0                |                  |                  |  |  |             |             |             |  |  |             |             |             |
|  | Cipolletti             | 0                     | 1                |                     |   |                  |                  |                  |  |  |             |             |             |  |  |             |             |             |
|  | Cipolletti             | 0                     | 1                | Defensa y Justicia  | 1 | 1                |                  |                  |  |  |             |             |             |  |  |             |             |             |
|  |                        |                       |                  |                     | 1 | 1                |                  |                  |  |  |             |             |             |  |  |             |             |             |
|  |                        | Chacarita Juniors     | 1                | 3                   |   |                  |                  |                  |  |  |             |             |             |  |  |             |             |             |
|  | Tigre                  | Chacarita Juniors     | 1                | 3                   | 3 | 2                |                  |                  |  |  |             |             |             |  |  |             |             |             |
|  | Tigre                  |                       |                  |                     | 3 | 2                |                  |                  |  |  |             |             |             |  |  |             |             |             |
|  | Atlético Tucumán       | 1                     | 2                |                     |   |                  |                  |                  |  |  |             |             |             |  |  |             |             |             |
|  | Atlético Tucumán       | 1                     | 2                | Tigre               | 1 | 0                |                  |                  |  |  |             |             |             |  |  |             |             |             |
|  |                        |                       |                  |                     | 1 | 0                |                  |                  |  |  |             |             |             |  |  |             |             |             |
|  |                        | Chacarita Juniors (*) | 0                | 1                   |   |                  |                  |                  |  |  |             |             |             |  |  |             |             |             |
|  | Chacarita Juniors      | Chacarita Juniors (*) | 0                | 1                   |   |                  |                  |                  |  |  |             |             |             |  |  |             |             |             |
|  |                        |                       |                  |                     |   |                  |                  |                  |  |  |             |             |             |  |  |             |             |             |
|  |                        |                       |                  |                     |   |                  |                  |                  |  |  |             |             |             |  |  |             |             |             |

El equipo situado arriba fue local en el partido de ida.
(*) Clasificado por la ventaja deportiva.

## Tabla de descenso
Fueron contabilizadas la presente temporada y las dos anteriores. En el caso de los equipos del interior, debían descender dos equipos. Sin embargo, al haber ascendido un equipo indirectamente afiliado a Primera División y no descender ninguno de dicha categoría, hubieran quedado sólo 15 equipos de dicha afiliación en la divisional. Para evitar que ello ocurra, los dos equipos que debían perder la categoría jugaron un Torneo Reclasificatorio con dos equipos del Torneo Argentino A cuyo ganador disputó la temporada siguiente en la Primera B Nacional. De esta manera, uno de los cupos para equipos del interior se mantuvo y, así, el número de equipos indirectamente afiliados en la categoría continuó siendo 16.

### Interior
| Pos  | Equipo                   | Prom  | 1996/97 | 1997/98 | 1998/99 | Total | PJ |
| ---- | ------------------------ | ----- | ------- | ------- | ------- | ----- | -- |
| 1.º  | Instituto                | 1,802 | 22      | 58      | 57      | 137   | 76 |
| 2.º  | Atlético Tucumán         | 1,592 | 21      | 43      | 57      | 121   | 76 |
| 3.º  | Atlético de Rafaela      | 1,539 | 28      | 45      | 44      | 117   | 76 |
| 4.º  | Juventud Antoniana       | 1,533 | -       | -       | 46      | 46    | 30 |
| 5.º  | San Martín (T)           | 1,526 | 23      | 47      | 46      | 116   | 76 |
| 6.º  | San Martín (SJ)          | 1,473 | 28      | 48      | 36      | 112   | 76 |
| 7.º  | Almirante Brown (A)      | 1,450 | -       | 45      | 42      | 87    | 60 |
| 8.º  | Cipolletti               | 1,342 | 15      | 34      | 53      | 102   | 76 |
| 9.º  | Godoy Cruz               | 1,315 | 28      | 42      | 30      | 100   | 76 |
| 10.º | Olimpo                   | 1,289 | 26      | 29      | 43      | 98    | 76 |
| 11.º | Gimnasia y Tiro (S)      | 1,282 | 26      | -       | 33      | 59    | 46 |
| 12.º | Aldosivi                 | 1,250 | 17      | 36      | 42      | 95    | 76 |
| 13.º | Gimnasia y Esgrima (CdU) | 1,233 | -       | -       | 37      | 37    | 30 |
| 14.º | San Martín (M)           | 1,100 | -       | 28      | 38      | 66    | 60 |
| 15.º | Huracán Corrientes       | 1,066 | -       | 35      | 29      | 64    | 60 |
| 16.º | Douglas Haig             | 0,815 | 13      | 25      | 24      | 62    | 76 |

|  | Relegados al Torneo Reclasificatorio para evitar el descenso al Torneo Argentino A. |

### Metropolitana
| Pos  | Equipo              | Prom  | 1996/97 | 1997/98 | 1998/99 | Total | PJ |
| ---- | ------------------- | ----- | ------- | ------- | ------- | ----- | -- |
| 1.º  | Chacarita Juniors   | 1,717 | 22      | 49      | 63      | 134   | 78 |
| 2.º  | Banfield            | 1,693 | -       | 62      | 43      | 105   | 62 |
| 3.º  | All Boys            | 1,551 | 24      | 46      | 51      | 121   | 78 |
| 4.º  | Quilmes             | 1,538 | 25      | 48      | 47      | 120   | 78 |
| 5.º  | Arsenal             | 1,525 | 16      | 46      | 57      | 119   | 78 |
| 6.º  | Central Córdoba (R) | 1,461 | 23      | 48      | 43      | 114   | 78 |
| 7.º  | San Miguel          | 1,419 | -       | 45      | 43      | 88    | 62 |
| 8.º  | Nueva Chicago       | 1,410 | 26      | 40      | 44      | 110   | 78 |
| 9.º  | El Porvenir         | 1,406 | -       | -       | 45      | 45    | 32 |
| 10.º | Defensa y Justicia  | 1,387 | -       | 42      | 44      | 86    | 62 |
| 11.º | Los Andes           | 1,358 | 30      | 48      | 28      | 106   | 78 |
| 12.º | Deportivo Español   | 1,343 | -       | -       | 43      | 43    | 32 |
| 13.º | Tigre               | 1,343 | -       | -       | 43      | 43    | 32 |
| 14.º | Almagro             | 1,089 | 27      | 22      | 36      | 85    | 78 |
| 15.º | Deportivo Morón     | 1,089 | 27      | 30      | 28      | 85    | 78 |
| 16.º | Atlanta             | 1,076 | 22      | 27      | 35      | 84    | 78 |
| 17.º | Estudiantes (BA)    | 0,974 | 10      | 45      | 21      | 76    | 78 |

|  | Descendieron a la Primera B Metropolitana. |

## Torneo Reclasificatorio

### Semifinales
| Semifinal 1  | Semifinal 1 | Semifinal 1         | Semifinal 1      | Semifinal 1 | Semifinal 1 |
| Local        | Resultado   | Visitante           | Estadio          | Fecha       |             |
| ------------ | ----------- | ------------------- | ---------------- | ----------- | ----------- |
| Douglas Haig | 0 - 0 (5-4) | General Paz Juniors | Nuevo Monumental | 17 de julio |             |

| Semifinal 2        | Semifinal 2 | Semifinal 2 | Semifinal 2 | Semifinal 2 | Semifinal 2 |
| Local              | Resultado   | Visitante   | Estadio     | Fecha       |             |
| ------------------ | ----------- | ----------- | ----------- | ----------- | ----------- |
| Huracán Corrientes | 1 - 3       | Villa Mitre | Gabino Sosa | 18 de julio |             |

### Final
| Final                                                                                       | Final     | Final       | Final               | Final       | Final |
| Local                                                                                       | Resultado | Visitante   | Estadio             | Fecha       |       |
| ------------------------------------------------------------------------------------------- | --------- | ----------- | ------------------- | ----------- | ----- |
| Douglas Haig                                                                                | 1 - 3     | Villa Mitre | Municipal de Tandil | 31 de julio |       |
| Villa Mitre ascendió a la Primera B Nacional. Douglas Haig descendió al Torneo Argentino A. |           |             |                     |             |       |

## Temporadas disputadas
| Campeonatos disputados | Campeonatos disputados | Campeonatos disputados | Campeonatos disputados |
| ---------------------- | ---------------------- | ---------------------- | ---------------------- |
| Campeonato 1986/87     | Campeonato 1996/97     | Campeonato 2006/07     | Campeonato 2016        |
| Campeonato 1987/88     | Campeonato 1997/98     | Campeonato 2007/08     | Campeonato 2016/17     |
| Campeonato 1988/89     | Campeonato 1998-99     | Campeonato 2008/09     | Campeonato 2017/18     |
| Campeonato 1989/90     | Campeonato 1999/00     | Campeonato 2009/10     | Campeonato 2018/19     |
| Campeonato 1990/91     | Campeonato 2000/01     | Campeonato 2010/11     | Campeonato 2019/20     |
| Campeonato 1991/92     | Campeonato 2001/02     | Campeonato 2011/12     |                        |
| Campeonato 1992/93     | Campeonato 2002/03     | Campeonato 2012/13     |                        |
| Campeonato 1993/94     | Campeonato 2003/04     | Campeonato 2013/14     |                        |
| Campeonato 1994/95     | Campeonato 2004/05     | Campeonato 2014        |                        |
| Campeonato 1995/96     | Campeonato 2005/06     | Campeonato 2015        |                        |